# Cobitis
Cobitis är ett släkte av fiskar som beskrevs av Carl von Linné, 1758. Cobitis ingår i familjen nissögefiskar.

## Dottertaxa tillCobitis, i alfabetisk ordning[1][2]
- Cobitis albicoloris
- Cobitis arachthosensis
- Cobitis bilineata
- Cobitis bilseli
- Cobitis biwae
- Cobitis calderoni
- Cobitis choii
- Cobitis conspersa
- Cobitis dalmatina
- Cobitis dolichorhynchus
- Cobitis elazigensis
- Cobitis elongata
- Cobitis elongatoides
- Cobitis evreni
- Cobitis fahirae
- Cobitis granoei
- Cobitis hankugensis
- Cobitis hellenica
- Cobitis illyrica
- Cobitis jadovaensis
- Cobitis kellei
- Cobitis kurui
- Cobitis laoensis
- Cobitis lebedevi
- Cobitis levantina
- Cobitis linea
- Cobitis longitaeniatus
- Cobitis lutheri
- Cobitis macrostigma
- Cobitis maroccana
- Cobitis matsubarai
- Cobitis megaspila
- Cobitis melanoleuca
- Cobitis meridionalis
- Cobitis narentana
- Cobitis nuicocensis
- Cobitis ohridana
- Cobitis pacifica
- Cobitis paludica
- Cobitis phongnhaensis
- Cobitis pontica
- Cobitis puncticulata
- Cobitis punctilineata
- Cobitis rhodopensis
- Cobitis rossomeridionalis
- Cobitis satunini
- Cobitis shikokuensis
- Cobitis simplicispina
- Cobitis sinensis
- Cobitis splendens
- Cobitis squataeniatus
- Cobitis stephanidisi
- Cobitis striata
- Cobitis strumicae
- Cobitis taenia
- Cobitis takatsuensis
- Cobitis tanaitica
- Cobitis taurica
- Cobitis tetralineata
- Cobitis trichonica
- Cobitis turcica
- Cobitis vardarensis
- Cobitis vettonica
- Cobitis ylengensis
- Cobitis zanandreai
- Cobitis zhejiangensis

Cobitis sakahoko är en ny beskriven art i släktet.